# Тома Крстић Костурац
Тома Крстић - Костурац (Вишени, 1882 — Битољ, 10. јун 1939) је био српски четнички војвода у Старој Србији и Македонији почетком 20. века.

## Биографија
Рођен је у Вишенима код Костура 1882. године. Од 1904. четује по Источном и Западном Повардарју као српски четник, да би 1907. постао четнички војвода. По Хуријету 1908. враћа се у родно место. Није напустио Костур након што је он припао Грчкој, али приступа српској војсци након њеног доласка на Солунски фронт 1916. После Првог светског рата настањује се у Битољу. Имао је две кћери и два сина.